# (30034) 2000 DU76
A (30034) 2000 DU76 a Naprendszer kisbolygóövében található aszteroida. A LINEAR program keretein belül fedezték fel 2000. február 29-én.

## Kapcsolódó szócikk
- Kisbolygók listája (30001–30500)